# Mohamed Sid Ali Djouadi
Mohamed Sid Ali Djouadi, född 13 december 1951, är en algerisk friidrottare. Han deltog vid olympiska sommarspelen 1972.